# Ordine della Corona (Belgio)
L'Ordine della Corona è un ordine cavalleresco del Belgio creato nel 1897. L'Ordine della Corona venne creato sotto l'autorità di Leopoldo II del Belgio e venne originariamente istituito per riconoscere i sacrifici eroici dei militari distintisi nel servizio all'interno dello stato del Congo (allora colonia del re dei belgi). Nel 1908 l'Ordine della Corona entrò a far parte delle decorazioni nazionali del Belgio.
L'ordine poteva essere concesso a belgi e non, oltre che a personalità militari e diplomatiche distintisi a favore del Belgio. Durante la Seconda guerra mondiale, l'ordine venne soprattutto concesso a soldati degli alleati che contribuirono alla liberazione dello stato occupato dalle truppe naziste.
Attualmente viene concesso a personale militare e civile per meriti verso il Belgio.

## Classi
L'Ordine della corona si divide in 10 classi, comprendenti 5 classi di merito, due "palme" e tre medaglie:
- Cavaliere di Gran Croce, che porta l'insegna con una fascia dalla spalla destra al fianco sinistro, oltre ad una stella sulla parte sinistra del petto;
- Grand'Ufficiale, che porta la stella sulla parte sinistra del petto ed al collo una medaglia sostenuta da un nastro;
- Commendatore, che porta la medaglia al collo sostenuta da un nastro;
- Ufficiale, che porta una medaglia con rosetta sulla parte sinistra del petto;
- Cavaliere, che porta una medaglia sulla parte sinistra del petto;
- Palma d'Oro, che porta un ramo di palma d'oro sulla parte sinistra del petto;
- Palma d'Argento, che porta un ramo di palma d'argento sulla parte sinistra del petto;
- Medaglia d'Oro, portata sulla parte sinistra del petto;
- Medaglia d'Argento, portata sulla parte sinistra del petto;
- Medaglia di Bronzo, portata sulla parte sinistra del petto.

### Concessione ai militari
L'Ordine viene concesso di base al personale militare con i seguenti gradi di benemerenza:
- Grand'ufficiale: Concesso dopo 38 anni di servizio meritevole ad un alto ufficiale col rango minimo di Luogotenente-Generale;
- Commendatore: Concesso dopo 32 anni di servizio meritevole ad un ufficiale col rango minimo di Colonnello;
- Ufficiale: Concesso dopo 25 anni di servizio meritevole ad un ufficiale col rango minimo di Capitano;
- Cavaliere: Concesso dopo 15 anni di servizio meritevole ad un ufficiale di qualsiasi rango e dopo 35 anni di servizio meritevole ad un non ufficiale;
- Palme d'oro: Concesso dopo 25 anni di servizio meritevole ad un non ufficiale o ad un caporale;
- Palme d'argento: Concesso dopo 30 anni di servizio meritevole alla truppa.

### Concessione ai civili
Le palme, le medaglie dell'Ordine della Corona e la croce di cavaliere possono essere conferite a personale civile del settore pubblico o privato.
- Palma d'oro: concessa dopo 45 anni di carriera o al momento del ritiro dal lavoro dopo una carriera di 40 anni
- Palma d'argento: concessa dopo 35 anni di carriera
- Croce di cavaliere: concessa a membri dei comitati nazionali e provinciali del lavoro dopo 10 anni (per i comitati nazionali) o 20 anni (per i comitati provinciali) di servizio.

Le medaglie vengono concesse ad amministratori, direttori, capi dipartimento, architetti, chimici, artigiani, ecc. sulla base del merito individuale, senza un numero determinato di anni di lavoro.
| Nastri             |                    |                |                 |             |
| Medaglia di bronzo | Medaglia d'argento | Medaglia d'oro | Palma d'argento | Palma d'oro |
| Cavaliere          | Ufficiale          | Commendatore   | Grand'Ufficiale | Gran croce  |

## Insegne

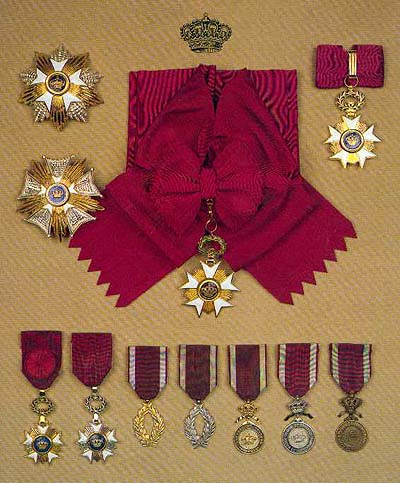
Insegne dell'Ordine

- L'insegna consiste in una croce maltese smaltata di bianco avente dei raggi, completata al centro da un medaglione smaltato di blu con una corona dorata al centro; il retro riporta un disco centrale blu con due monogrammi "L" (per Leopoldo II) raffrontati in oro. L'insegna è sospesa da una corona d'alloro smaltata di verde.
- La stella dell'Ordine consiste in una stella a dieci punte alternata con raggi dorati che riportano essenzialmente il disegno della medaglia classica.
- Il nastro dell'ordine è viola.

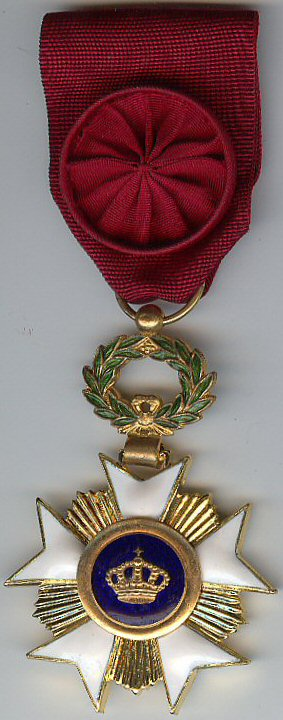
Ufficiale
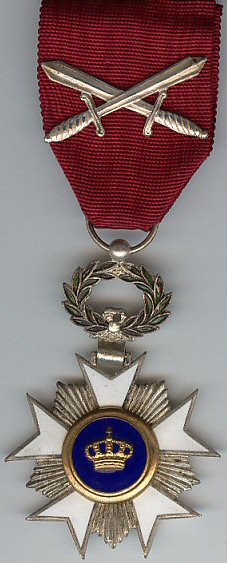
Cavaliere
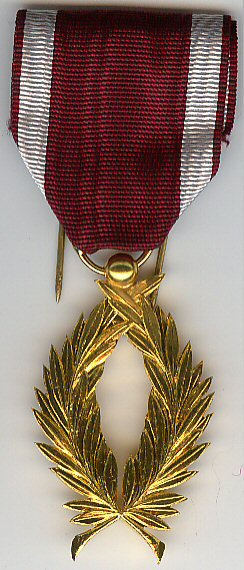
Palma d'Oro
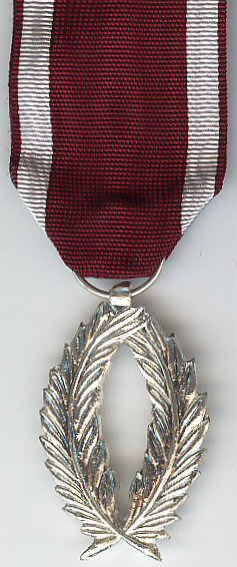
Palma d'Argento
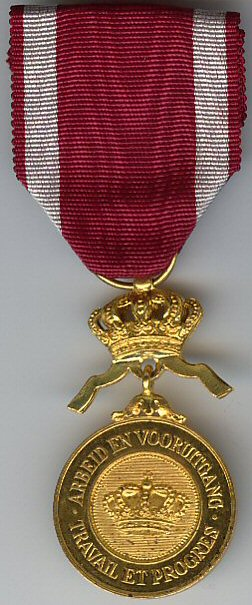
Medaglia d'Oro
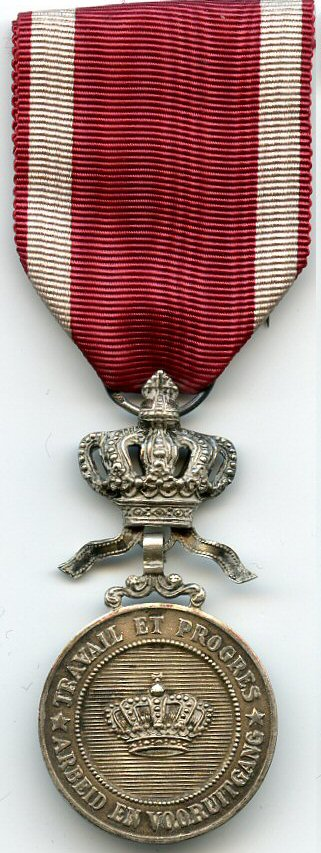
Medaglia d'Argento